# Barasa griseola
Barasa griseola är en fjärilsart som beskrevs av Bethune-Baker 1906. Barasa griseola ingår i släktet Barasa och familjen trågspinnare. Inga underarter finns listade i Catalogue of Life.